# Membre du Senedd
Pour les articles homonymes, voir Titre du membre d’une législature territoriale.
Au Royaume-Uni, membre du Senedd (de l’anglais Member of the Senedd, abrégé en MS ; Aelod o’r Senedd en gallois, littéralement « membre du Parlement », abrégé en AS) est le titre donné à l’élu qui siège au Parlement gallois, l’organe législatif dévolu de la nation constitutive du pays de Galles.
Chaque électeur gallois est représenté par cinq membres du Senedd : un dans le cadre d’une circonscription et quatre autres dans le cadre d’une région électorale (Mid and West Wales, North Wales, South Wales Central, South Wales East et South Wales West).

## Histoire
La fonction de membre de l’Assemblée est instituée dans le cadre du Government of Wales Act 1998 du 31 juillet 1998, qui permet la création des institutions dévolues galloises, en particulier l’assemblée nationale du pays de Galles.
L’ouverture solennelle de la première mandature de l’Assemblée est célébrée le 26 mai 1999 par la reine Élisabeth II et le prince de Galles à la suite des premières élections tenues le 6 mai 1999. Elle n’obtient les responsabilités du secrétaire d’État pour le Pays de Galles et du bureau gallois qu’à compter du 1er juillet 1999,.
À la suite de l’adoption du Wales Act 2017 (31 janvier 2017), qui lui permet de déterminer elle-même son appellation, l’assemblée nationale du pays de Galles indique en novembre 2018 son souhait de pouvoir se nommer « Parlement gallois » (Welsh Parliament en anglais et Senedd Cymru en gallois), changement de nom qui sera opéré le 6 mai 2020 au sens du Senedd and Elections (Wales) Act 2020.

## Modes d’élection
Les membres du Senedd sont simultanément élus avec deux modes d’élection,, :
1. selon un scrutin uninominal majoritaire à un tour où un candidat se présente par circonscription (constituency) ;
2. selon un scrutin « à membre additionnel » à un tour (additional member system) par région électorale (electoral region).

Ainsi, quarante sont élus comme membres par circonscription et vingt comme membres additionnels, quatre dans chacun des cinq régions électorales. Ce système mixte produit une forme de représentation proportionnelle pour chaque groupe régional.

## Mandatures
| Mandature | Élection     | Mandat                     | Séance inaugurale | Présidence         |
| --------- | ------------ | -------------------------- | ----------------- | ------------------ |
| Ire       | 6 mai 1999   | 7 mai 1999 — 30 avril 2003 | 12 mai 1999       | Dafydd Elis-Thomas |
| IIe       | 1er mai 2003 | 2 mai 2003 — 2 mai 2007    | 8 mai 2003        | Dafydd Elis-Thomas |
| IIIe      | 3 mai 2007   | 4 mai 2007 — 31 mars 2011  | 9 mai 2007        | Dafydd Elis-Thomas |
| IVe       | 5 mai 2011   | 6 mai 2011 — 5 avril 2016  | 11 mai 2011       | Rosemary Butler    |
| Ve        | 5 mai 2016   | 6 mai 2016 — 29 avril 2021 | 11 mai 2016       | Elin Jones         |
| VIe       | 6 mai 2021   | Depuis le 8 mai 2021       | 12 mai 2021       | Elin Jones         |

## Mandat
La durée de mandat d’un membre du Senedd a été fixée à 4 ans dans le Government of Wales Act 1998. Pour éviter des élections locales et générales concomitantes, le Wales Act 2014 du 17 décembre 2014 allonge le mandat à 5 ans puisque le Fixed-term Parliaments Act 2011 avait introduit des élections à date fixe quinquennales au sein de la Chambre des communes.

## Élections
Tous les postes de membres du Senedd deviennent simultanément vacants pour les élections qui se tiennent tous les cinq ans. Si une vacance survient à un autre moment, en raison de mort ou de démission, le remplacement est effectué selon la qualité du membre du Senedd, élu ou nominalement ou régionalement.
Une vacance de siège au sein d’une circonscription peut ainsi être comblée par une élection partielle. En revanche, une vacance de siège au sein des « membres additionnels » peut être pourvue par le candidat suivant de la liste du parti aux dernières élections.

### Source
- (en) Cet article est partiellement ou en totalité issu de l’article de Wikipédia en anglais intitulé « Member of the National Assembly for Wales » (voir la liste des auteurs).